# 木下光学研究所
株式会社木下光学研究所（かぶしきがいしゃきのしたこうがくけんきゅうじょ、英:KINOSHITA OPTICAL RESEARCH INSTITUTE CO.,LTD. ）は、日本のレンズメーカー。東京都あきる野市に本社を置く。写真関連のレンズ製造だけではなく、工業用レンズや試作レンズ、他社のOEM製造も手掛ける。

## 概要
富岡光学の『TOMINON 55mm F1.2』の光学設計を担当した木下三郎が、1978年に「有限会社木下光学研究所」として創業。当初は従業員4名でレンズ設計のみを行っていた。1980年にレンズ試作部門を創り、レンズ生産を開始した。さらに、1992年に有限会社から「株式会社木下光学研究所」と改める。現在は自社のオリジナルブランド「KISTAR」の製品や、「マシンビジョンレンズ」、他社のレンズ設計やOEMなどを行っている。

## 沿革
参照
- 1978年（昭和53年）4月5日 - 東京都秋川市下代継にレンズ設計会社「有限会社木下光学研究所」設立。設立当初は従業員4名、資本金180万円であった。
- 1980年（昭和55年）1月 - 東京都青梅市友田にレンズ試作部門を設立。設計部と分かれる。
- 1983年（昭和58年）5月
  - 東京都秋川市二宮に、土地330㎡・建物199㎡の新工場建設。
  - 設計部と試作部合流。
  - 資本金を1000万円に増資。
- 1990年（平成2年）12月 - 資本金を1500万円に増資。
- 1991年（平成3年）1月
  - 本社工場を362㎡に増築、それに伴い各種加工機械の増設。
  - 試作部を製造部に変更。
- 1992年（平成4年）6月 - 「有限会社」を「株式会社」に変更。
- 2004年（平成16年）4月 - 資本金を2000万円に増資。
- 2005年（平成17年）4月 - 代表取締役「木下三郎」を「木下勉」に変更。
- 2011年（平成23年）10月 - 上海に、木下光学科技(上海)有限公司設立。
- 2012年（平成24年）
  - 10月 - 資本金を2504万円に増資。
  - 嘉興中潤光学科技有限会社と提携[2]
- 2014年（平成26年）11月  - 資本金を3504万円に増資。
- 2015年（平成27年）5月 - 資本金を5194万円に増資。
- 2016年（平成28年）2月 - 東京都福生市牛浜に、R&Dセンターを設立。（嘉興中潤光学科技有限会社と共同設立[3]）
- 2017年（平成29年）9月 - 木下光学科技(上海)有限公司閉鎖。
- 2021年（令和3年）5月 - 東京都あきる野市二宮東に、R&Dセンターを移転。

## 写真撮影用レンズ
以前は35mm用一眼レフカメラの交換レンズを初め数多くの、3rdパーティーの交換レンズの設計を手がけていた。現在は設計だけでは無く、一眼レフカメラ専用レンズを中心に、小型軽量かつ開放での柔らかなボケが特徴のオールドレンズテイストなレンズの生産を得意とする。

### KISTARレンズ
- KISTAR 28mm F3.2M

『滲みの効いた広角レンズ。』
2025年6月20日発売。フルマニュアル広角レンズ。レンズ4群6枚。フィルター径φ46mm。（KLMマウント）
- KISTAR 35mm F1.4

『私たちの考える最高のフルマニュアル広角レンズ。』
2016年12月8日発売。フルマニュアル広角レンズ。レンズ6群8枚。フィルター径φ58mm。（KCYマウント）
- KISTAR 40mm F2.4

『緩急の効いた描写のパンケーキレンズ。』
2020年11月1日発売。パンケーキレンズ。レンズ3群4枚。フィルター径φ49mm。（KSEマウント・KFXマウント）
- KISTAR 40mm F2.4M

『遊べるパンケーキレンズＭマウント化。』
2022年7月20日発売。パンケーキレンズ。レンズ3群4枚。フィルター径φ43mm。（KLMマウント）
- KISTAR 55mm F1.2

『1970年代日本の名機、富岡光学製の大口径標準レンズ55mmF1.2を現代のエコ材料で再現。』
2015年9月30日発売。富岡光学(現在廃業)の「TOMINON大口径標準レンズ55mmF1.2」を、当時の設計者の指導により開発されたレンズ。企画は5人で行い、当時富岡光学の光学設計をしていた創業者の｢木下三郎｣と当時TOMINONの機構設計を行った｢古川義規｣にヒアリングを実施して参考にし、機構設計は｢木下勉｣が行い、｢船島敏夫｣と設計部の部長｢大森｣が光学設計を担当してる。開放での柔らかなボケと絞り込んだ時のシャープな描写性を完全再現した。ヤシカコンタックス風の外観で現合ラップ仕上げのデザインにした。大口径標準レンズ。レンズ6群7枚。フィルター径φ55mm（KCYマウント）
- KISTAR 85mm F1.4

『開放での柔らかさが印象的な大口径中望遠レンズ。』
2017年12月25日発売。大口径中望遠レンズ。レンズ5群6枚。フィルター径φ67mm。（KCYマウント）

## 業務用レンズ
Cマウントレンズである。

### マシンビジョンレンズ
- KSF0811 - f＝9mm/F1.4、焦点距離9mm（Cマウント）

- KSF0938 - f＝12.5mm/F1.4、焦点距離12.5mm（Cマウント）
- KSF0939 - f＝18mm/F1.4、焦点距離18mm（Cマウント）

## その他

### アクセサリー
- KCYメタルリアキャップ - 2018年10月31日発売。ロック機構の付いた、アルミ削り出しの金属性リアキャップである。（KCYマウント・CYマウント）

## 特注品

### ニュートン原器
干渉計を用いた、高精度な基原器や工場原器を製作している。

### レンズの委託設計・委託試作・委託生産
写真用レンズ・プロジェクター用レンズ・デジタルカメラ用レンズ・CCTV用レンズ・各種工業用レンズ・非球面レンズを含む各種光学系レンズの設計を主に設計を受け持っている。

## 木下光学上海有限公司
2011年10月に中国関連企業の販路拡大のために設立した。なお2017年9月、当初の目的を達成したため閉鎖をした。今後の業務は自社と協力関係にある「嘉興中潤光学科技有限公司」に引き継がれた。
- 社名 : 木下光学科技(上海)有限公司
- 住所 : 上海市松江区新加路268号3号楼2层202[8]
- 法定代表人：木下勉
- 企業形態 : 有限会社(完全外資系企業)
- 統一社会信用コード：9131000059042673X1
- 会社登録日：2012年3月5日
- 資本金 : 1000万日元